# SK Strong
Der Sportsklubben Strong war ein norwegischer Sportverein aus Oslo, der vor allem für seine Eishockeyabteilung bekannt war.   

## Geschichte
Der SK Strong wurde am 1. Mai 1915 gegründet. Die Eishockeyabteilung des Vereins gehörte in der Saison 1934/35 zu den Gründungsmitgliedern der höchsten norwegischen Spielklasse. Größter Erfolg in der Vereinsgeschichte war der Gewinn des norwegischen Meistertitels in der Saison 1947/48. 1952 schloss sich der Verein mit dem Ball- og Skiklubben av 1914 und dem SK Spero zusammen. Durch die Fusion der drei Vereine entstand der Grüner IL.
Neben dem Eishockey hatte der SK Strong zudem eine Bandy- und eine Fußballabteilung.